# 艾施河畔诺伊施塔特
艾施河畔诺伊施塔特（德語：Neustadt an der Aisch，官方拼写为，發音：[ˈnɔʏʃtat ʔan deːɐ̯ ˈʔaɪʃ] ⓘ）是德国巴伐利亚州中弗兰肯行政区艾施河畔诺伊施塔特-巴特温茨海姆县的城市，也是艾施河畔诺伊施塔特-巴特温茨海姆县的县治，面积61.21平方千米，2023年12月31日人口为13,523人。